# Kanton Les Trois-Moutiers
Der Kanton Les Trois-Moutiers ist ein ehemaliger, bis 2015 bestehender französischer Kanton im Arrondissement Châtellerault, im Département Vienne und in der Region Poitou-Charentes; sein Hauptort war Les Trois-Moutiers. Vertreter im Generalrat des Départements ist Dominique Réant (DVD).

## Geografie
Der Kanton Les Trois-Moutiers war 227,55 km² groß und hatte im Jahr 1999 4.830 Einwohner. Er lag im Mittel 83 Meter über Normalnull, zwischen 31 Meter in Morton und 124 Meter in Berrie.

## Gemeinden
Der Kanton bestand aus vierzehn Gemeinden:
| Gemeinde                    | Einwohner Jahr | Fläche km² | Bevölkerungsdichte | Code INSEE | Postleitzahl |
| --------------------------- | -------------- | ---------- | ------------------ | ---------- | ------------ |
| Berrie                      | 260 (2013)     | 16,64      | 16 Einw./km²       | 86022      | 86120        |
| Bournand                    | 788 (2013)     | 32,42      | 24 Einw./km²       | 86036      | 86120        |
| Curçay-sur-Dive             | 212 (2013)     | 15,79      | 13 Einw./km²       | 86090      | 86120        |
| Glénouze                    | 113 (2013)     | 9,65       | 12 Einw./km²       | 86106      | 86200        |
| Morton                      | 357 (2013)     | 7,99       | 45 Einw./km²       | 86169      | 86120        |
| Pouançay                    | 238 (2013)     | 5,46       | 44 Einw./km²       | 86196      | 86120        |
| Ranton                      | 184 (2013)     | 6,07       | 30 Einw./km²       | 86205      | 86200        |
| Raslay                      | 126 (2013)     | 3,98       | 32 Einw./km²       | 86206      | 86120        |
| Roiffé                      | 726 (2013)     | 24,3       | 30 Einw./km²       | 86210      | 86120        |
| Saint-Léger-de-Montbrillais | 371 (2013)     | 10,4       | 36 Einw./km²       | 86229      | 86120        |
| Saix                        | 289 (2013)     | 22,55      | 13 Einw./km²       | 86250      | 86120        |
| Ternay                      | 181 (2013)     | 10,05      | 18 Einw./km²       | 86269      | 86120        |
| Les Trois-Moutiers          | 1.096 (2013)   | 35,94      | 30 Einw./km²       | 86274      | 86120        |
| Vézières                    | 361 (2013)     | 26,31      | 14 Einw./km²       | 86287      | 86120        |